# Ледуле
Ледуле и Леду бе (тал. Ledule, Ledu be) — талышская народная песня и сказка/легенда.

## Сюжет легенды
Давным-давно два брата по имени Леду и Мамуд жили со своей сестрой Зибар в талышских горах. Они были талышами, которые занимались отгонным скотоводством, и их основным занятием было животноводство и выпас овец.
В один день братья Зибар ушли из дома, чтобы заняться какими-то делами. Когда группа бандитов-шахсевен прибыла в их местность в талышских горах, Леду и Мамуд уже ушли несколькими часами ранее. По прибытии бандиты замечают, что дом и животные не охраняются, и на ферме находятся только женщина и пара пастухов.
Бандиты совершили налет на ферму и дом. Они надели наручники на Зибара и пастухов и начали грабить. Они собрали всё имущество, что было в доме и наконец, забрали прикованных собак и ушли с имуществом Леду и Мамуда и забрали Зибар в качестве заложника.
Но скот и стадо отказывались подчиняться бандитам и начинали разбегаться во все стороны, крича от ужаса. Они были такими громкими, что ужас чувствовался в воздухе. Причина такого поведения животных в том, что стада в Талыше привыкли к голосу и тону своих смотрителей. Таким образом, когда они слышали, что незнакомцы пытаются заставить их двигаться, животные не слушались бандитов, хотя те их били.
Зибар, закованная в наручники с кляпом во рту, не могла выносить жестокого обращения бандитов с животными. Она делала всё, чтобы привлечь внимание бандитов и убедить их открыть ей рот, чтобы она могла остановить их от избиения животных.
Бандиты, наконец, были безнадежны и в отчаянии позволили Зибар говорить. Зибар предложила им помочь справиться с испуганными и непослушными животными. Она сказала бандитам, что животные знают её и её голос, кроме того, они привыкли к звуку талышской флейты «Лала», который мои братья использовали для игры с ними. Она также сказала им: «Я могу вести их, играя на «Лала» и вы увидите, как они следуют за мной без какой-либо нужды в избиении их». У бандитов не было выбора, кроме как принять её предложение.
Она уже разработала план и должна была заманить бандитов в свой заговор. Зибар знала о местонахождении её братьев и деталях их маршрута. Согласно легенде, Зибар ехала на лошади и вела скот, играя на «tolyšə lalah» (талышская флейта с продольным сечением и семью отверстиями). Она тактично выбрала маршрут, по которому, как она знала, её братья пошли рано утром в тот день, и продолжила вести скот и бандитов в том же направлении. Далее следует эпическая и героическая песня с её печальной музыкой, которую Зибар играла, чтобы призвать своих братьев на помощь.
Она играет песню, которая сегодня известна как «Леду Бе» то есть «Леду приходи». Леду и Мамуд слышат звуки флейты своей сестры издалека и понимают, что что-то произошло. Поэтому они спешат домой, освобождают сестру, а затем отправляются в погоню за ворами и отбирают у них имущество.

## Слова песни
| Текст                             | Перевод |
| --------------------------------- | --- |
| Ledule, Ledule, Ledu be, Məmud be | Дорогой Леду, дорогой Леду, вернись Леду, вернись Мамуд                                                                                             |
| Isbə ba zənčir šə                 | Они (бандиты) забрали собаку с цепи |
| Vərza ba palon šə                 | Они взяли быков с седлом |
| Ledule, Ledule, Ledu be, Məmud be | Дорогой Леду, дорогой Леду, вернись Леду, вернись Мамуд                                                                                             |
| Ledu čan, Məmud čan               | Дорогой Леду, дорогой Мамуд |
| Rəmə ba šumnə šə                  | Стадо было разграблено вместе с его пастухом |
| Šunə (šumnə) ba bašlaǧ šə         | Они взяли пастухов с его башлегом (вид одежды, которую носят пастухи в горах Талыша)                                                                |
| Ledule, Ledule, Ledu be, Məmud be | Дорогой Леду, дорогой Леду, вернись Леду, вернись Мамуд                                                                                             |
| Isbə ba zəncir šə                 | Они (бандиты) забрали собаку с цепи |
| Rəmə šə bənd pešə                 | Стадо уже перешло гору |
| Ledu čan, Mamud čan               | Дорогой Леду, дорогой Мамуд |
| Ledu čan Məmud čan, rəmə šə       | Дорогой Леду, дорогой Мамуд, стадо ушло |
| Məmudi dəsi Lələ šə               | Они также взяли Мамуда «Лала» |
| Ledu čan, Mamud čan               | Дорогой Леду, дорогой Мамуд |
| Mynšo bərdə rəmənə                | Они (бандиты) увели меня вместе со стадом |
| Sədo si gylə vərənə               | Со 130 ягнятами |
| Ledule, Mamudle                   | Мой милый Леду, мой милый Мамуд |
| Šytyrmon ba bar šə                | Они увели нашего верблюда с его грузом |
| Rəməmon bənd pešə                 | Наше стадо уже перешло через гору |
| Ledule, Ledule, Ledu be, Məmud be | Дорогой Леду, дорогой Леду, вернись Леду, вернись Мамуд                                                                                             |
| Səd o si vərə šə                  | 130 ягнят потерялись |
| Šumnə (šunə) ba nəmə šə           | Они увели пастуха с его одеждой |
| Ledule, Ledule, Ledu be, Məmud be | Дорогой Леду, дорогой Леду, вернись Леду, вернись Мамуд                                                                                             |
| Rəmə ba vərə šə                   | Они увели стадо ягнят |
| Garəm ba mundə šə                 | Они увели коров с их детенышами |
| Nəcə ba cador šə                  | Козлов уводят с их палатками (Талыши используют больших козлов для переноски легких грузов при переездах между горными и низинными районами Талыша) |
| Madon (Məydon) ba kerə šə         | Кобылу уводят с жеребёнком |